# Andrzej Grodzicki
Andrzej Filip Grodzicki (ur. 24 kwietnia 1935 w Sokołowie, zm. 25 marca 2024) – polski geolog, profesor nauk o Ziemi specjalizujący się w petrografii i mineralogii, emerytowany profesor Instytutu Nauk Geologicznych Uniwersytetu Wrocławskiego.
W latach 1952–1960 odbył studia geologiczne na Wydziale Nauk Przyrodniczych Uniwersytetu Wrocławskiego, po czym rozpoczął pracę w Zakładzie Mineralogii i Petrografii Instytutu Nauk Geologicznych na tymże wydziale. Od początku pracy aż do 1981 r. był zaangażowany w działalność na rzecz Muzeum Mineralogicznego UWr. Doktorat obronił w 1969 r., a habilitował się w 1988 r. W 1998 r. uzyskał tytuł profesora. Zorganizował Pracownię Separacji i Wzbogacania Minerałów i kierował nią w latach 1986–2005. W latach 1999–2005 był też kierownikiem Muzeum Geologicznego UWr. Był też profesorem w Szkole Wyższej Rzemiosł Artystycznych i Zarządzania we Wrocławiu.
Jest autorem ponad 120 artykułów w czasopismach naukowych i 11 patentów.
Był członkiem Komitetu Nauk Mineralogicznych i Komitetu Historii Nauki i Techniki PAN.
Jest autorem książek:
- Elektrostatyczne wzbogacanie fosforytów (z Jerzym Schroederem i Józefem Głuszkiem; 1973)[9]
- Informator dla amatora-poszukiwacza złota, kamieni szlachetnych i ozdobnych (1984)[10]
- Metoda denudodezagregacji i jej zastosowanie w badaniach skał okruchowych (1989)[11]